# Tricorythodes lichyi
Tricorythodes lichyi is een haft uit de familie Leptohyphidae. De wetenschappelijke naam van de soort is voor het eerst geldig gepubliceerd in 1943 door Traver.
De soort komt voor in het Neotropisch gebied.